# Ambient 1: Music for Airports
Ambient 1: Music for Airports ist das sechste Album des britischen Musikers Brian Eno und wurde 1978 von Polydor und E.G. Records veröffentlicht. Das Album besteht aus vier Kompositionen und wurde aus sich überschneidenden Tonbandloops verschiedener Länge zusammengestellt. Eno legte das Album als sich ständig wiederholende Klanginstallation an, welche die angespannte, hektische Atmosphäre eines Flughafenterminals angenehmer machen sollte.
Music for Airports war das erste von vier Alben der Ambient-Serie Enos. Musik aus dieser sphärischen, stark zurückgenommenen Gattung wurde von Eno als „ebenso ignorierbar wie interessant“ beschrieben und wird von ihm deutlich von üblicher Gebrauchsmusik (vgl. Muzak) abgegrenzt. Auch wenn Music for Airports nicht die erste Ambient-Veröffentlichung war, ist es dennoch das erste Album, das explizit unter der Genrebezeichnung Ambient vermarktet wurde.

## Hintergrund
Brian Eno entwickelte die Idee für Ambient 1 während er 1977 zwangsweise einige Stunden auf dem Flughafen Köln/Bonn verbringen musste. Während er das Gebäude modern und großartig fand, ärgerte er sich über die gewöhnliche und in seinen Ohren unpassende Soundatmosphäre des Terminals. Noch während seines Aufenthalts begann er mit der Konzeption des Albums, das anders als gewöhnliche Hintergrundmusik, die entweder aufheitern oder atmosphärisch untermalen soll, „beruhigen und einen Platz zum Denken schaffen soll“.

## Aufnahme
Alle Stücke auf dem Album wurden von Brian Eno selbst komponiert mit Ausnahme des Stücks 1/1, welches vom ehemaligen Soft-Machine-Schlagzeuger und Sänger Robert Wyatt mit dem Produzenten Rhett Davies geschaffen wurde.
Music for Airports besteht aus sich überlagernden Tonbandloops, die in verschiedenen Längen ineinandergemischt und überblendet wurden. So wird beispielsweise in 1/1 eine repetitive Klaviermelodie immer wieder von komplexen, sich wiederholenden Klangmustern synchron und asynchron überlagert, was ein komplexes Klangmuster schafft. 2/1 und 1/2 bestehen aus vier Spuren von textlosen, vokalisierten Lauten, die immer wieder mit sich selbst gemischt und überblendet werden. Geringfügige Änderungen in Timing und Timbre werden ständig wiederholt. 2/2 wurde mit einem ARP 2600 im Studio von Conny Plank aufgenommen.

## Titelliste
Bis auf 1/1 stammen alle Kompositionen von Brian Eno.
Seite 1
1. 1/1 (Eno, Rhett Davies, Robert Wyatt) – 16:30
2. 2/1 – 8:20
Seite 2
3. 1/2 – 11:30
4. 2/2 – 9:39

## Rezeption
1979 beurteilte der Musikjournalist Michael Bloom in seiner Rezension für den Rolling Stone das Album als „ausschweifend und ziellos“. Eno habe zweifellos handwerklich gute Arbeit abgeliefert, es sei aber ein hartes Stück Arbeit sich auf die Musik zu konzentrieren. Während andere zeitgenössische Rezensionen ebenfalls eher gemischt ausfielen, würdigt die 2004er Rezension der US-Musikwebsite Popmatters Enos Ambient-Erstling als Meisterwerk, „dessen Wert man nur zu schätzen lerne, wenn man die Platte in verschiedenen Stimmungen und Umgebungen hört. Du merkst dann schlagartig, wie diese Musik deinem Verstand die Luft zum Atmen gibt.“
Die Website Pitchfork wählte Ambient 1: Music for Airports 2016 auf Platz 1 der 50 besten Ambient-Alben aller Zeiten.

## Trivia
Das Terminal 1 des Köln/Bonner Flughafens wurde 1968–1970 von Paul Schneider-Esleben entworfen und gebaut. Schneider-Esleben ist der Vater von Florian Schneider-Esleben, neben Ralf Hütter Gründer und langjähriges Mitglied von Kraftwerk.

## Nachfolger
Die Ambient-Serie umfasst insgesamt vier Teile, wobei Ambient 3 lediglich von Brian Eno produziert wurde.
- 1980: Ambient 2 (The Plateaux of Mirror) (mit Harold Budd)
- 1980: Ambient 3 (Day of Radiance) (Album von Laraaji)
- 1982:  Ambient 4 (On Land)